# Młodzieżowe Drużynowe Mistrzostwa Polski na Żużlu 1994
Młodzieżowe Drużynowe Mistrzostwa Polski 1994 – zawody żużlowe, mające na celu wyłonienie medalistów młodzieżowych drużynowych mistrzostw Polski w sezonie 1994. Rozegrano eliminacje w czterech grupach oraz finał.

## Finał
- Rzeszów, 1 października 1994
- Sędzia: Marek Czernecki

| Msc |                                                                                 | Drużyna / Zawodnik                                 | Biegi                           | Punkty |
| --- | ------------------------------------------------------------------------------- | -------------------------------------------------- | ------------------------------- | ------ |
| 1   |                                                                                 | Stal Rzeszów                                       | Stal Rzeszów                    | 45     |
| 1   | Piotr Winiarz Maciej Kuciapa Rafał Trojanowski Rafał Wilk Sławomir Sitek        | (1,3,1,2,3) (3,3,3,w,1) (2,3,2,3,w) (3,3,3,3,3) ns | 10 15 –                         |        |
| 2   |                                                                                 | Stal-Brunat Gorzów Wielkopolski                    | Stal-Brunat Gorzów Wielkopolski | 33     |
| 2   | Robert Flis Mariusz Staszewski Piotr Rembas Sylwester Moskwiak Michał Żłobiński | (2,2,3,3,1) (3,2,1,2,2) (2,0,3,1,2) (0,d,1,1,2) ns | 11 10 8 4 –                     |        |
| 3   |                                                                                 | Apator-Electrim Toruń                              | Apator-Electrim Toruń           | 31     |
| 3   | Tomasz Świątkiewicz Waldemar Walczak Wiesław Jaguś Adam Sondej Rafał Maćkowski  | (1,2,2,1,3) (1,2,2,3,2) (3,0,2,2,3) (0,1,0,0,1) ns | 9 10 2 –                        |        |
| 4   |                                                                                 | Włókniarz Częstochowa                              | Włókniarz Częstochowa           | 11     |
| 4   | Artur Pietrzyk Piotr Ułamek Rafał Osumek                                        | (1,1,0,0,0) (2,1,1,1,0) (0,1,0,2,1)                | 2 5 4                           |        |